# Adventureland
Pour les articles homonymes, voir Adventureland (homonymie).
Adventureland (en français, « pays de l'aventure ») est une zone thématique (land) présente dans tous les parcs à thèmes de type Royaume enchanté de Disney de par le monde. C'est un lieu prévu pour recréer l'atmosphère d'une zone tropicale romancée.

## Le concept et les attractions
L'exotisme variant selon les pays et les cultures, chacun des parcs présente un adventureland différent. Les principaux thèmes abordés sont les animaux et temples perdus de la jungle (africaine et/ou asiatique) et les îles du Pacifique et des Caraïbes avec leurs pirates.
La principale attraction d'Adventureland était en 1955 à l'ouverture de Disneyland : Jungle Cruise qui est à la base du concept, un voyages dans les jungles. À partir de 1963, le concept est étendu au Pacifique avec l'ouverture d'Enchanted Tiki Room. De plus Jungle Cruise accueille petit à petit des audio-animatronics. L'atmosphère luxuriante du lieu est due en grande partie à l'imagination d'Harper Goff qui avait travaillé sur Vingt Mille Lieues sous les mers (1954).
Dix ans plus tard, l'attraction Pirates of the Caribbean ouvre dans une section spéciale de l'Adventureland du Magic Kingdom, le thème de la piraterie intègre alors ce land tandis que l'attraction californienne est située dans New Orleans Square, un land mitoyen.

En 1992, l'ouverture du parc français offre la possibilité d'ajouter les thèmes du Moyen-Orient avec un bazaar. Ce thème a été repris en 2001 au Magic Kingdom.

## Disneyland
Le pays d'Adventureland de Disneyland a été rajouté juste avant l'ouverture et comprenait uniquement Jungle Cruise. En 1963, l'entrée du land reçoit un décor des îles du Pacifique puis en 1995, l'ouverture de The Temple of the Forbidden Eye a modifié le thème général avec un décor inspiré des explorateurs des années 1930 (surtout britanniques).

### Les attractions
- Jungle Cruise
- Indiana Jones Adventure : The Temple of the Forbidden Eye
- Tarzan's Treehouse
- Walt Disney's Enchanted Tiki Room

### Les restaurants
- Bengal Barbecue
- Tiki Juice Bar
- Tropical Imports

## Magic Kingdom
Adventureland à Magic Kingdom est séparé en deux, une partie sur les jungles et de l'autre sur les caraïbes. La partie sur les jungles comprend plusieurs attractions et depuis 2001 accueille aussi une section arabisante sur le thème d'Aladdin.

### Les attractions
- Jungle Cruise
- Enchanted Tiki Room
- Pirates of the Caribbean
- Swiss Family Treehouse

### Les restaurants
- Aloha Isle
- Jungle Navigation Co. Ltd. Skipper Canteen
- Sunshine Tree Terrace
- Tortuga Tavern

### Les boutiques
- Agrabah Bazaar
- Island Supply by Sunglass Hut
- La princesa de Cristal - Caribbean Plaza
- The Pirates League
- Plaza del Sol Caribe Bazaar
- Zanzibar Trading Co.

## Tokyo Disneyland
Ce land reprend les éléments des parcs américains avec une sous-partie inspirée de New Orleans Square, une sur les jungles, incluant le train du parc et une autre le Pacifique. En 1993, la section de la jungle s'est agrandie avec plusieurs bâtiments et un Disneyodendron.

### Les attractions
- Jungle Cruise
- Western River Railroad
- The Enchanted Tiki Room: Stitch Now Presents "Aloha E Komo Mai!
- Pirates of the Caribbean
- Swiss Family Treehouse

### Les restaurants
- Café Orléans
- Crystal Palace Resturant
- The Gazebo
- The skipper's Galley
- Squeezer's Tropical Juice Bar
- China Voyager
- Parkside Wagon
- Fresh Fruit Oasis
- Blue Bayou Restaurant
- Boiler Room Bites
- Polynesian Terrace Restaurant
- Royal Street Veranda

### Les boutiques
- Adventureland Bazaar
- Cristal Arts
- The Golden Galleon
- Jungle Carnival
- Pirate Treasure
- Party Gras Gifts
- La petite parfumerie
- Le marché bleu

## Parc Disneyland
Le climat francilien a forcé les imagineers à étendre le concept pour le Parc Disneyland, principalement avec une entrée inspirée des bazars et du monde d'Aladdin. Juste à côté un espace rappelle les savanes africaines. À l'opposé, les pirates et l'île nord évoquent les caraïbes. L'île sud avec son Disneyodendron évoque la Polynésie. En 1993, le Temple du Péril apporte le thème de l'Indochine.

### Les attractions
- Pirates of the Caribbean
- Indiana Jones et le Temple du Péril
- Le Passage enchanté d'Aladdin
- Adventure Isle comprenant :
  - Le Ventre de la Terre, un réseau de cavernes
  - Ben Gunn's Cave, un autre réseau de cavernes
  - Le Pont Suspendu
  - Le Pont Flottant
  - Skull Rock, un rocher en forme de tête de mort inspiré par le dessin animé Peter Pan
  - Le Bateau du Capitaine Crochet
  - La Cabane des Robinson
  - La Plage des Pirates, une aire de jeu pour enfants

### Les restaurants
- Colonel Hathi's Outpost Restaurant (Colonel Hathi's Pizza Outpost de 1993 jusqu'à juin 2023)
- Restaurant Agrabah Café
- Restaurant Hakuna Matata
- Captain Jack's - Restaurant des Pirates

### Les boutiques
- La Girafe Curieuse : mode, accessoires, maison, cadeau, jouets et peluches
- Indiana Jones Adventure Outpost : mode, accessoires, alimentation, boissons, jouets et peluches
- Les trésors de Shéhérazade : mode, accessoires, et costumes
- Le Coffre du Capitaine : mode, accessoires, costumes, maisons, jouets...

## Hong Kong Disneyland
Ce land est la plus grande section de Hong Kong Disneyland. Il reprend le thème des jungles asiatiques et africaines avec Jungle River Cruise ainsi que la savane africaine avec Festival of the Lion King. Il semble que plusieurs attractions doivent voir le jour dans les prochaines années tel que Raging Spirits ou peut-être Pirates of the Caribbean

### Les attractions
- Festival of the Lion King
- Rafts to Tarzan's Treehouse
- Tarzan's Treehouse
- Jungle River Cruise
- Liki Tikis (zone de jeu pour enfants)

## Shanghai Disneyland
À Shanghai Disneyland, cette section a pour nom Adventure Isle (à ne pas confondre avec l'Adventure Isle du Parc Disneyland). Elle s'articule autour de la Roaring Mountain, abritant l'attraction phare Roaring Rapids.

### Les attractions
- Soarin' Over the Horizon
- Roaring Rapids
- Camp Discovery
- Tarzan: Call of the Jungle

## Galerie

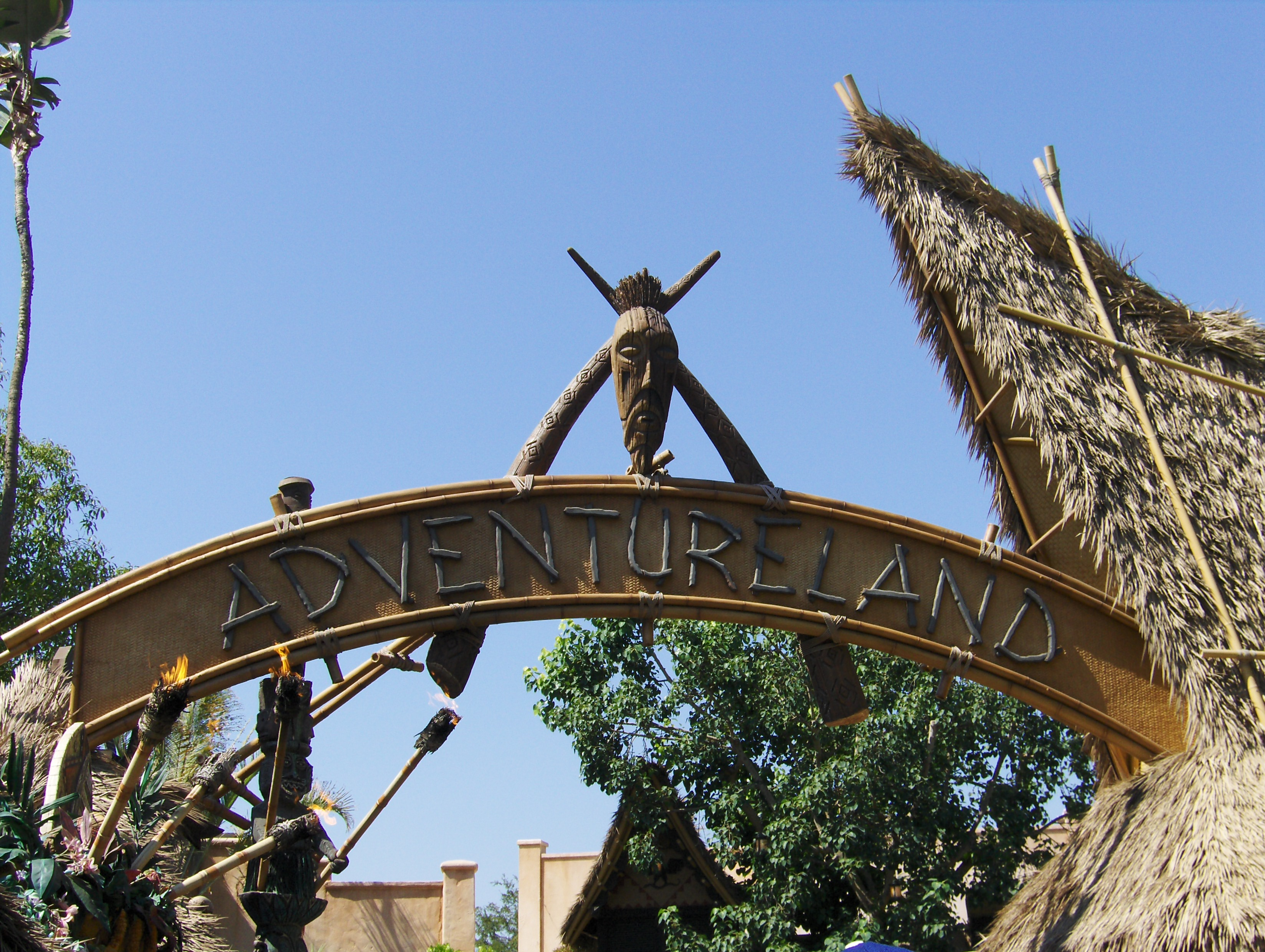
Entrée d'Adventureland, à Disneyland.
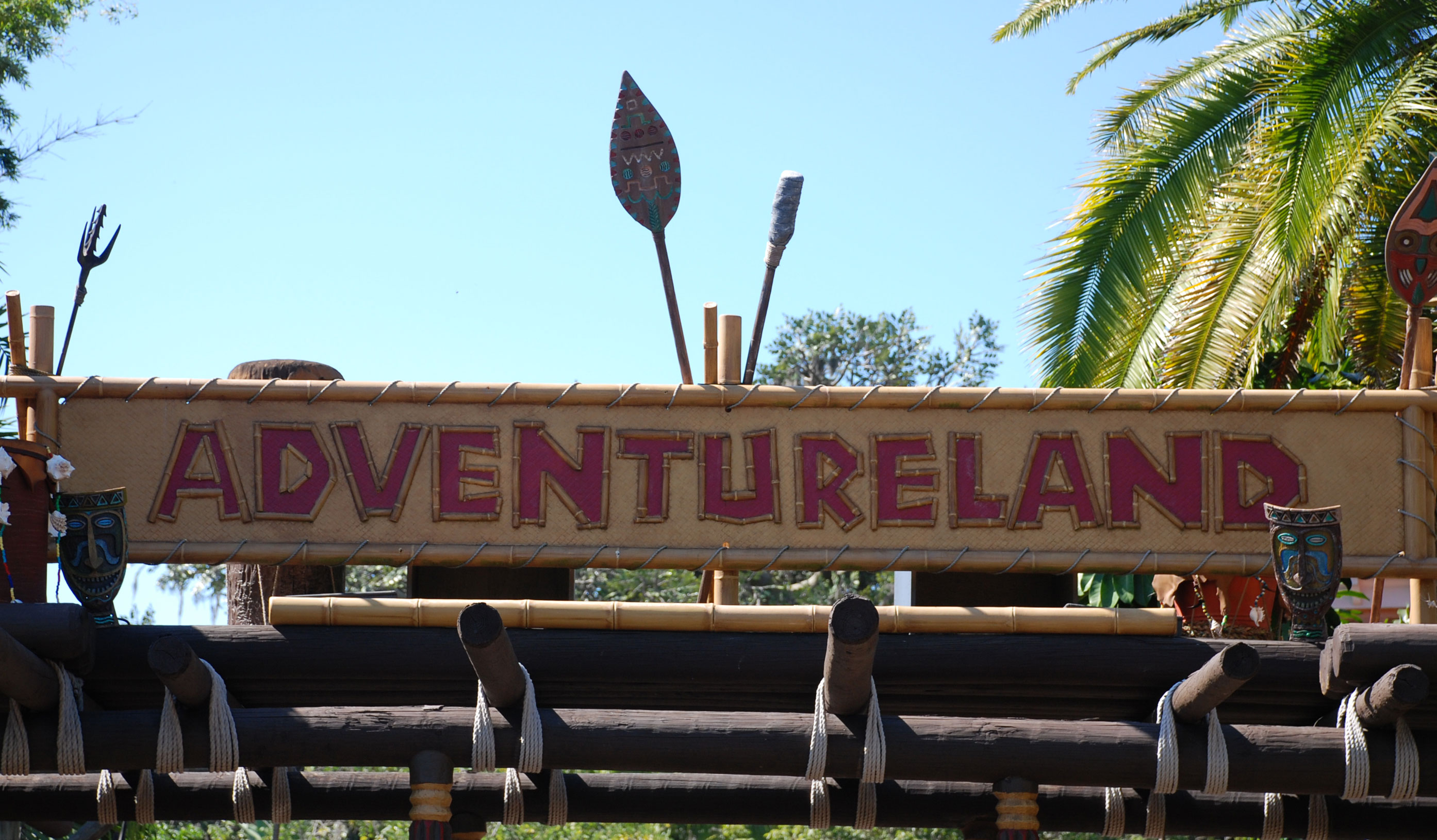
Entrée d'Adventureland, au Magic Kingdom.
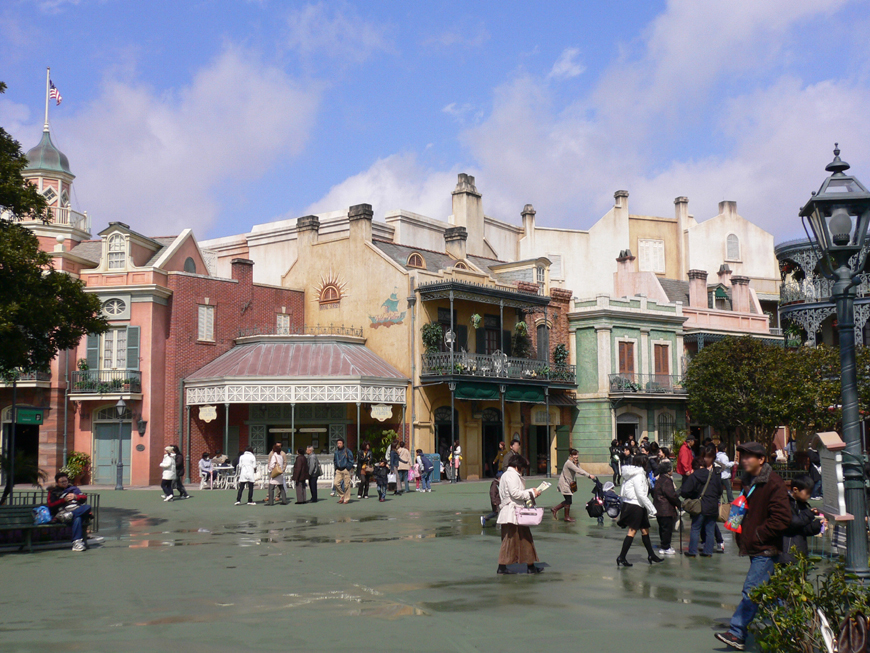
Adventureland, à Tokyo Disneyland.
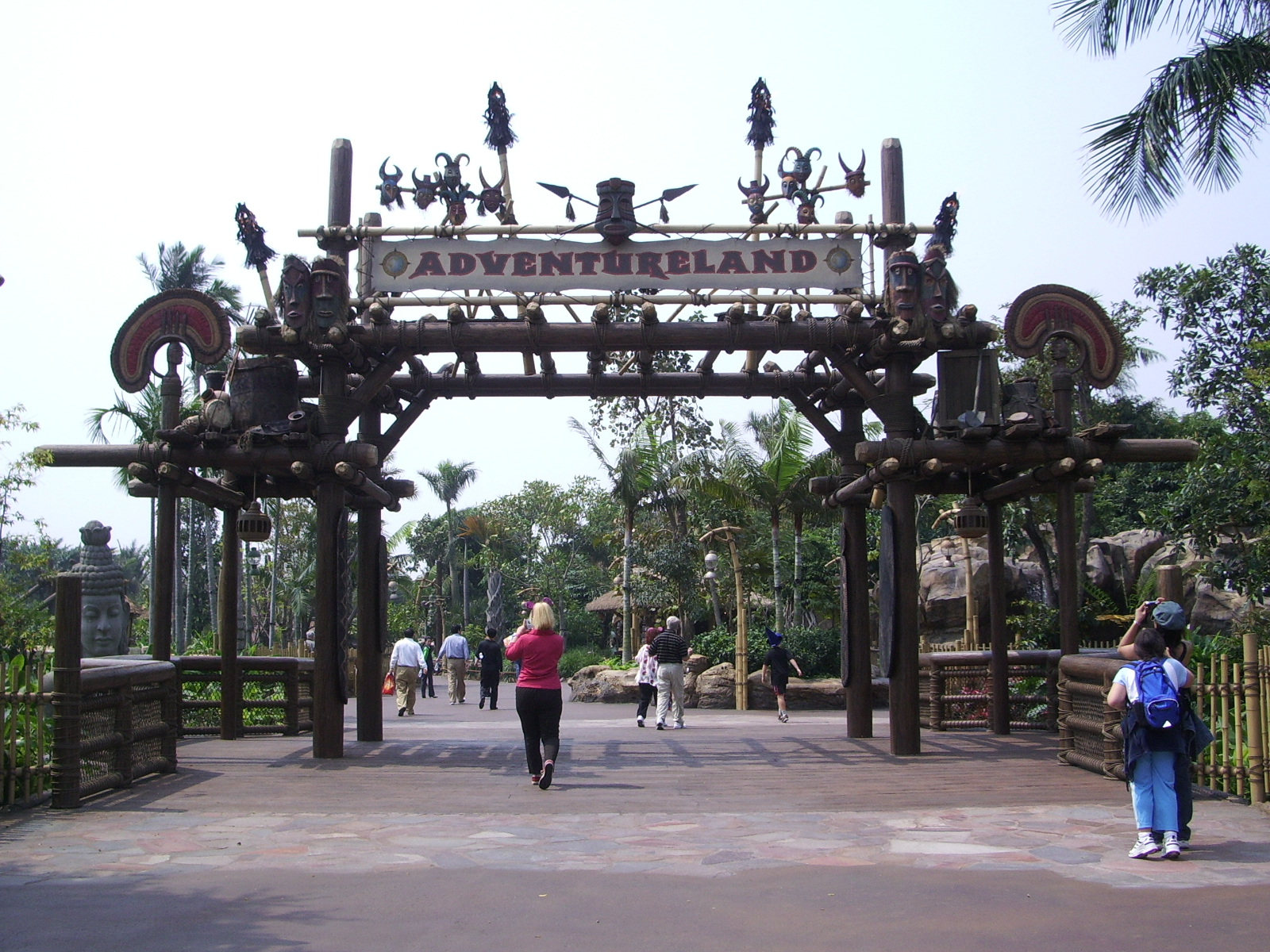
Entrée d'Adventureland, à Hong Kong Disneyland.